# Schloßstraße 13 (Oranienbaum)

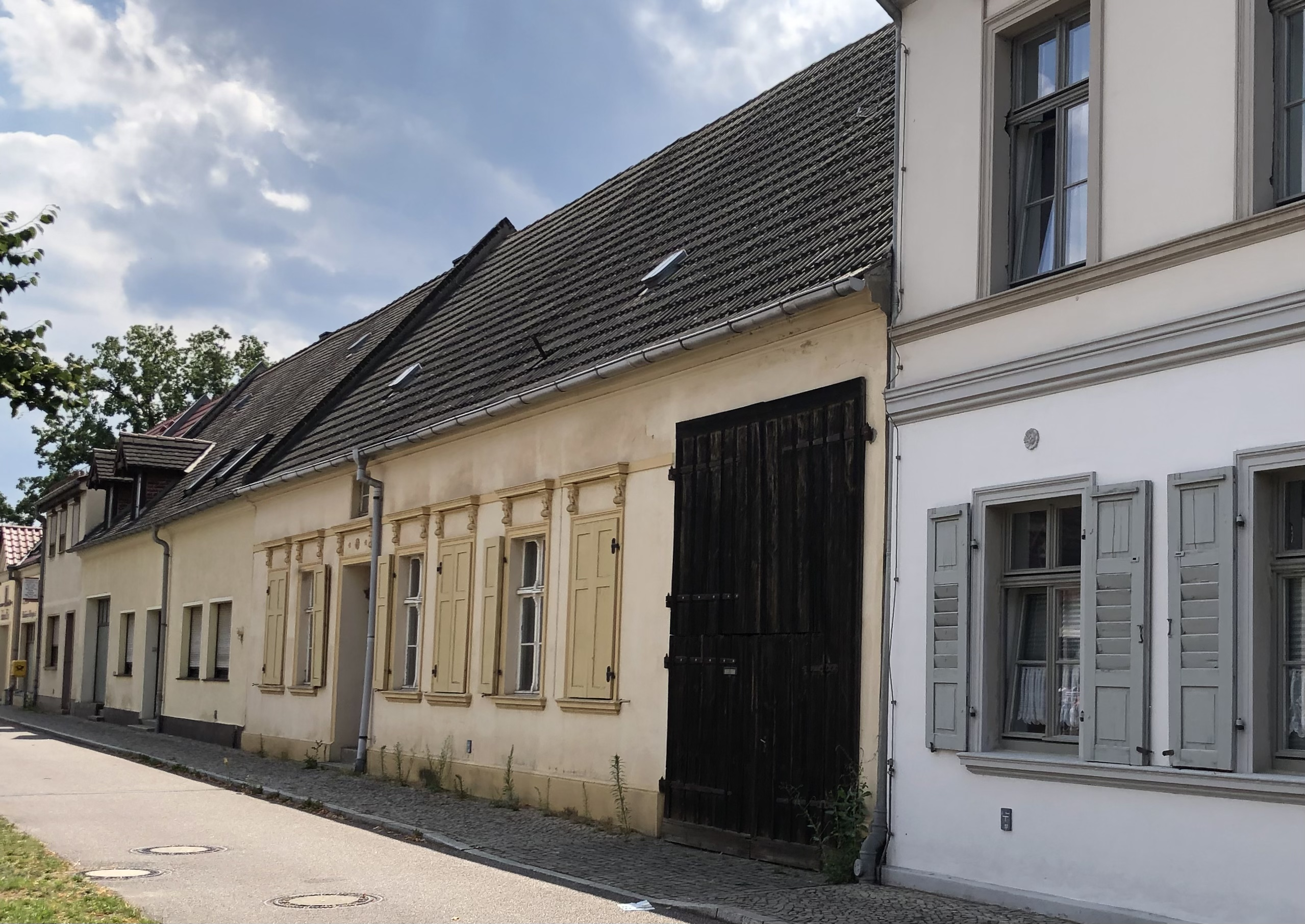
Schloßstraße 13 im Jahr 2022

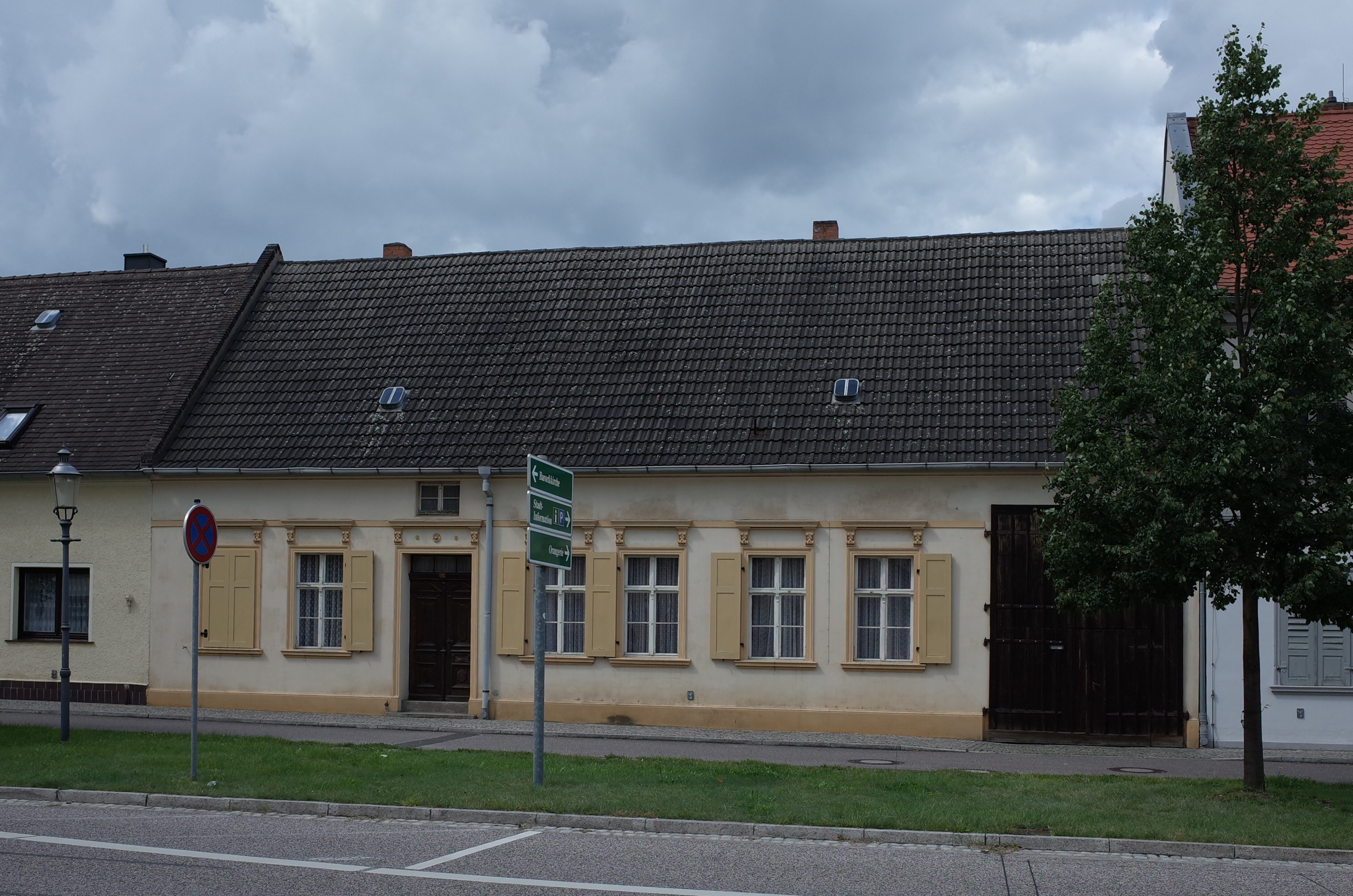
2017

Die Schloßstraße 13 ist ein denkmalgeschützter Handwerkerhof in Oranienbaum-Wörlitz in Sachsen-Anhalt.

## Lage
Das Gebäude befindet sich im Ortsteil Oranienbaum, auf der Westseite der Schloßstraße. Gegenüber mündet die Mittelstraße von Osten auf die Schloßstraße ein. Nördlich grenzt das gleichfalls denkmalgeschützte Haus Schloßstraße 12 an.

## Architektur und Geschichte
Das eingeschossige verputzte Gebäude entstand in der Zeit um 1870/1880. Es ist traufständig zur Straße hin ausgerichtet. Die Gestaltung des Hauses ist spätklassizistisch. Die Toreinfahrt ist ganz rechts im Gebäude angeordnet. Bedeckt ist der Bau von einem Satteldach. Über mehrere Generationen wurde im Haus eine Seilerei betrieben. Die Seilerei Karl Ließ bestand in Oranienbaum bereits seit 1778.
Im örtlichen Denkmalverzeichnis ist der Handwerkerhof unter der Erfassungsnummer 094 40370 als Baudenkmal eingetragen.